# آسوسنا ارناندس
آسوسنا ارناندس ایگلسیاس (اسپانیایی: Azucena Hernández Iglesias‎؛ ‏ ۲۲ مارس ۱۹۶۰ – ۴ دسامبر ۲۰۱۹) بازیگر و مدل اهل اسپانیا بود.
از فیلم‌هایی که وی در آن‌ها نقش داشته است، می‌توان به هوندرا و گروگان‌هایی در باریو اشاره نمود.